# Kim Kyung-uk
Dans ce nom coréen, le nom de famille, Kim, précède le nom personnel.
Pour les articles homonymes, voir Kim.
Kim Gyeong-uk (en hangeul : 김경욱) ou Kim Kyung-uk (nom privilégié selon l'Institut de littérature en Corée),  né en 1971 à Gwangju dans la province de Jeolla du Sud en Corée du Sud, est un écrivain sud-coréen.

## Biographie
Kim Gyeong-uk est né à Gwangju, dans la province de Jeollanam-do, en 1971. Il est professeur d'écriture créative à l'université nationale des arts de Corée à Séoul. Il a suivi des études en littérature et langue anglaises au niveau licence avant de faire un master en langue et littérature coréennes à l'université nationale de Séoul. Sa carrière de romancier débute en 1993 lorsqu'il remporte le prix du Nouvel écrivain de la revue trimestrielle Jakga segye (Le monde des écrivains) pour sa nouvelle Outsider. 

## Œuvre
Sa première nouvelle, Outsider (A-utsa-i-deo), publiée alors qu'il était encore étudiant, est un récit à la première personne qui met en scène un personnage franchissant plusieurs stations de métro à Séoul en se remémorant une jeune lycéenne qu'il a eue pour élève. Dans sa description des foules anonymes du métro, le narrateur fait régulièrement référence à des scènes de films et à des bars à musique. Son premier roman, Acropolis (Akeuropoliseu), dépeint la vie d'un campus universitaire au début des années 1990 quand la démocratie s'est installée en Corée du Sud. 
Au-delà de son intérêt pour la musique, il développe aussi un intérêt particulier pour la création vidéo et le cinéma. Ainsi, son recueil de nouvelles intitulée Il n'y a pas de café au Bagdad Café (Bageudageu kape-eneun  keopiga eopda) tire son titre du film Bagdad Café de Percy Adlon. La nouvelle phare de ce recueil traite d'un assistant réalisateur qui, en cherchant des lieux pour un tournage, va rencontrer une femme et s'éprendre d'elle. Sa nouvelle Morrison Hotel (Moriseun Hotel) emprunte son titre à l'album du même nom du groupe rock The Doors sorti dans les années 1970. Ses recueils Qui a tué Kurt Cobain ? (Nuga keoteu kobe-ineul jugyeonneunga ?) et Leslie Cheung est-il mort ? (Jang gugyeong-i jugeotdago?) proviennent à la fois du nom du leader du groupe Nirvana qui a largement symbolisé le début des années 1990, et de l'acteur basé à Hong-Kong, Leslie Cheung. Il s'agit de vedettes du monde de la culture ayant tous commis un suicide. 
Plus récemment, ses thématiques se sont tournées davantage vers une sphère plus actuelle de la culture. Il a publié La pomme d'or (Hwanggeum sagwa), une nouvelle inspirée du roman Le nom de la rose d'Umberto Eco. 

### Recueil de nouvelles
- 바그다드 카페에는 커피가 없다 Il n'y a pas de café au Bagdad Café (1996)
- 베티를 만나러 가다 À la rencontre de Betty (1999)
- 누가 커트 코베인을 죽였는가 Qui a tué Kurt Cobain ? (2003)
- 장국영이 죽었다고? Leslie Cheung est-il mort ? (2005)
- 위험한 독서 Dangereuses lectures (2008)
- 신에게는 손자가 없다 Dieu n'a pas de petit-fils (2011)

### Romans
- 아크로폴리스 Acropolis (1995)
- 모리슨 호텔 Morrison Hotel (1997)
- 황금 사과 La pomme d'or (2002)
- 천년의 왕국 Le royaume de mille ans (2007)
- 동화처럼 Comme dans un conte (2010) (Comme dans un conte, Decrescenzo Editeurs (2015))
- 야구란 무엇인가 Qu'est ce que le baseball ? (2013)

## Distinctions
- 2004 : Prix Hankook Ilbo
- 2008 : Prix de Littérature Contemporaine (Hyundae Munhak)
- 2009 : Prix Dong-in pour Lecture dangereuse[3]
- 2016 : Prix Yi Sang